# Du’ermenqin (sockenhuvudort i Kina, Heilongjiang Sheng, lat 47,14, long 123,54)
Du'ermenqin (kinesiska: 杜尔门沁, 杜尔门沁达斡尔族乡) är en sockenhuvudort i Kina. Den ligger i provinsen Heilongjiang, i den nordöstra delen av landet, omkring 280 kilometer nordväst om provinshuvudstaden Harbin. Antalet invånare är 13 508. Befolkningen består av 6 583 kvinnor och 6 925 män. Barn under 15 år utgör 14,0 %, vuxna 15-64 år 79 %, och äldre över 65 år 6,0 %.
Runt Du'ermenqin är det ganska tätbefolkat, med 80 invånare per kvadratkilometer. Närmaste större samhälle är Hulan Ergi, 10,0 km nordost om Du'ermenqin. Trakten runt Du'ermenqin består till största delen av jordbruksmark.
Genomsnittlig årsnederbörd är 632 millimeter. Den regnigaste månaden är juli, med i genomsnitt 204 mm nederbörd, och den torraste är januari, med 5 mm nederbörd.